# Paratullbergia callipygos
Paratullbergia callipygos is een springstaartensoort uit de familie van de Tullbergiidae. De wetenschappelijke naam van de soort is voor het eerst geldig gepubliceerd in 1902 door Börner.